# 庫斯塔奈區
53°12′36″N 63°37′12″E / 53.21000°N 63.62000°E

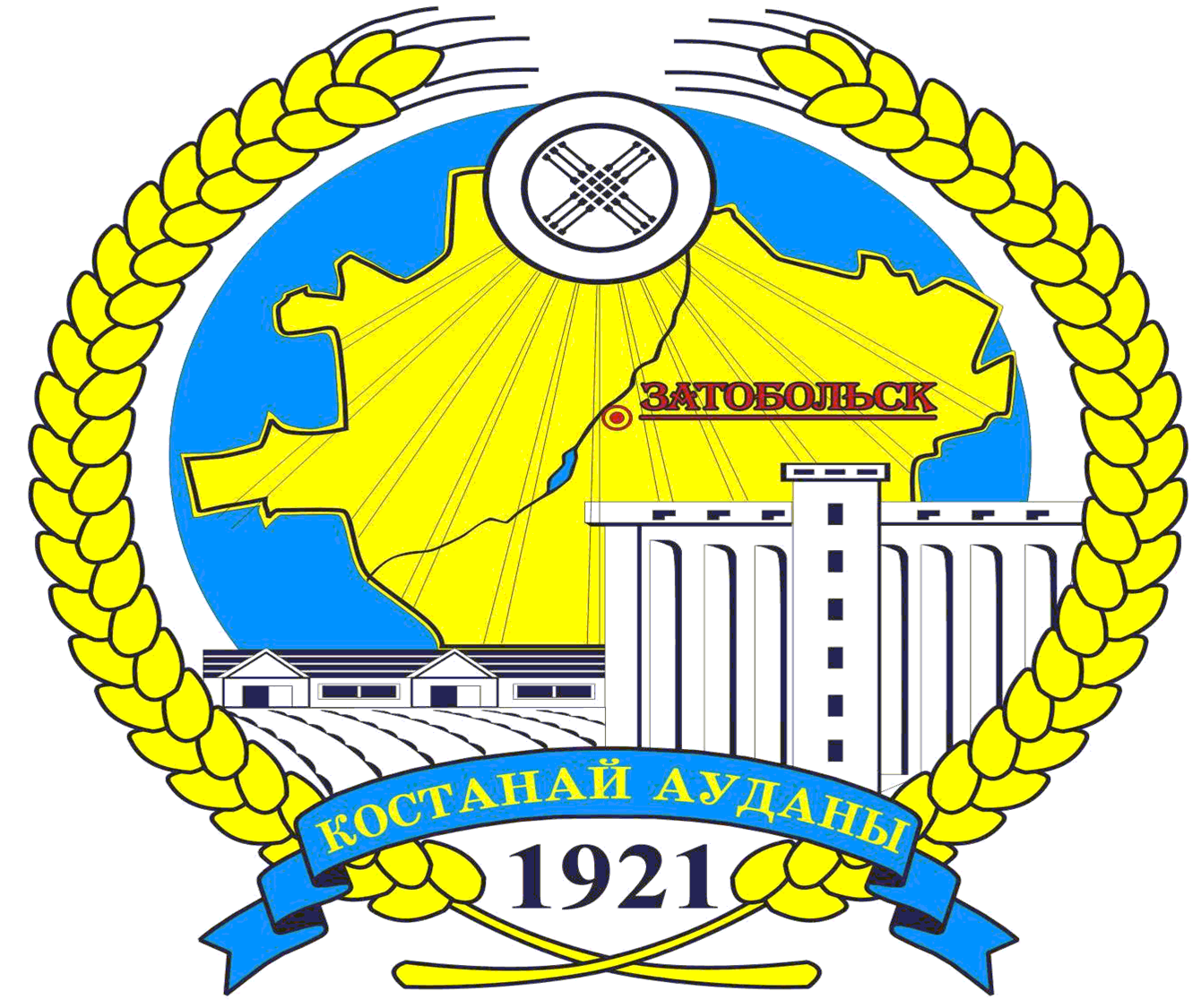

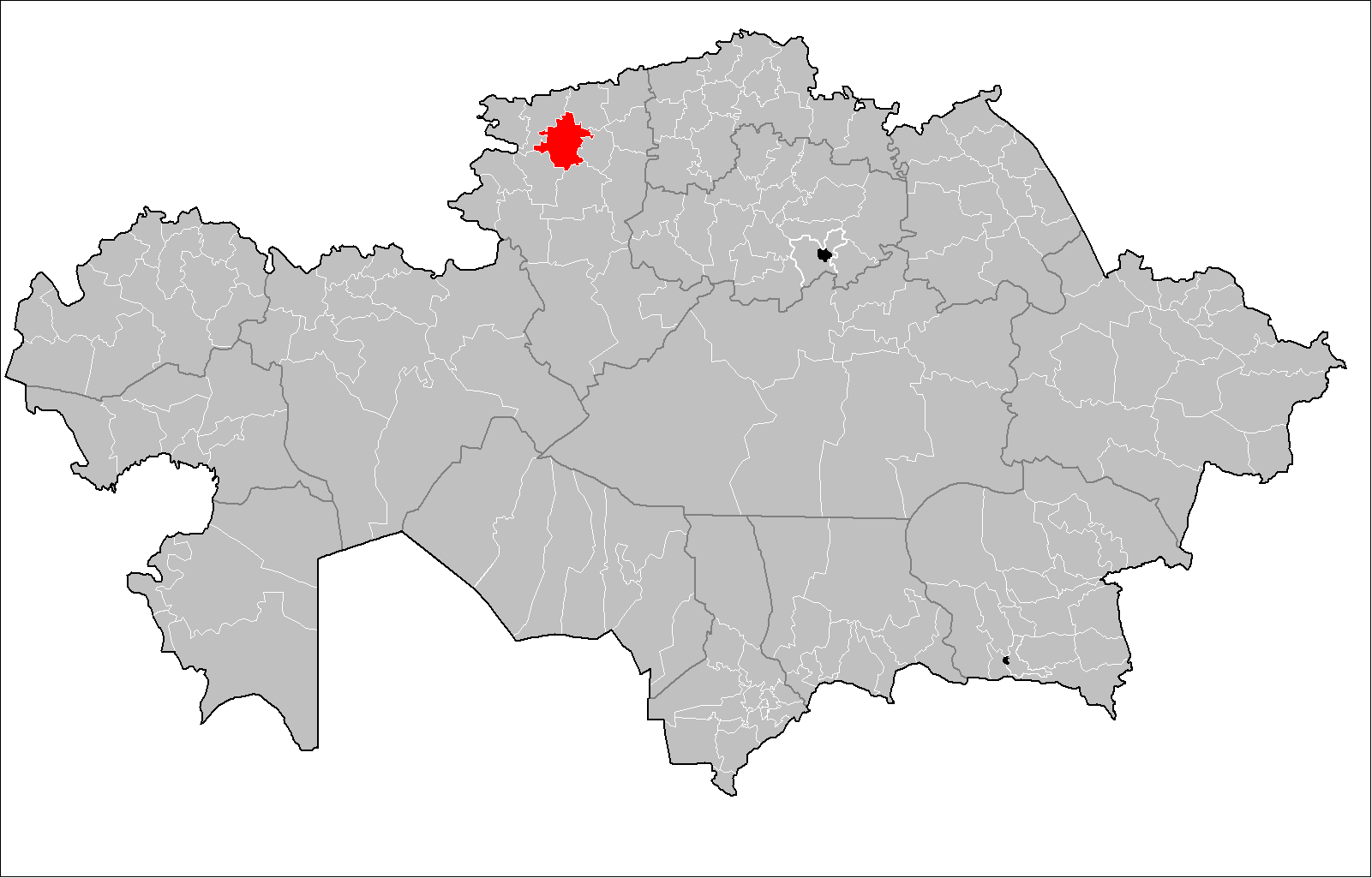

庫斯塔奈區是哈薩克斯坦的行政區，位於該國北部，由庫斯塔奈州負責管轄，首府設於托貝爾，始建於1963年，面積7,500平方公里，2015年人口70,355。